# Minsk (voblast)
A voblast de Minsk ou Minsque (em bielorrusso: вобласць Мінская, Minskaïa voblast) ou Minsk Oblast (russo: область Минская, Minskaïa Oblast) é uma subdivisão da Bielorrússia. Seu centro administrativo é a cidade de Minsk, que tem é um estatuto especial mas não pertence.

## Distritos
A voblast de Minsk é dividida em 22 distritos(rayoni, singular rayon):
- Barisov
- Berazino
- Chervyen
- Dzyarzhynsk
- Kapyl
- Kletsk
- Krupki
- Lagoysk
- Lyuban
- Maladzyechna
- Minsk
- Myadzel
- Nesvizh
- Pukhavichy
- Saligorsk
- Slutsk
- Smalyavichy
- Staryadarogui
- Stoŭbtsy
- Uzda
- Valozhyn
- Vileyka